# Polarisation des attitudes
La polarisation des attitudes ou polarisation des croyances est le phénomène psychologique par lequel un différend d'opinion devient plus extrême au fur et à mesure que les parties opposées soulèvent des preuves soutenant leur point de vue respectif. C'est l'un des effets du biais de confirmation : la tendance des individus à chercher et interpréter sélectivement les preuves, pour renforcer leur propre croyance ou attitude. 
Quand les individus sont confrontés à des preuves ambiguës, ce biais peut potentiellement conduire chaque individu à l'interpréter de manière à confirmer sa propre opinion, augmentant encore l'opposition entre les individus opposés.